# 绅士杂志

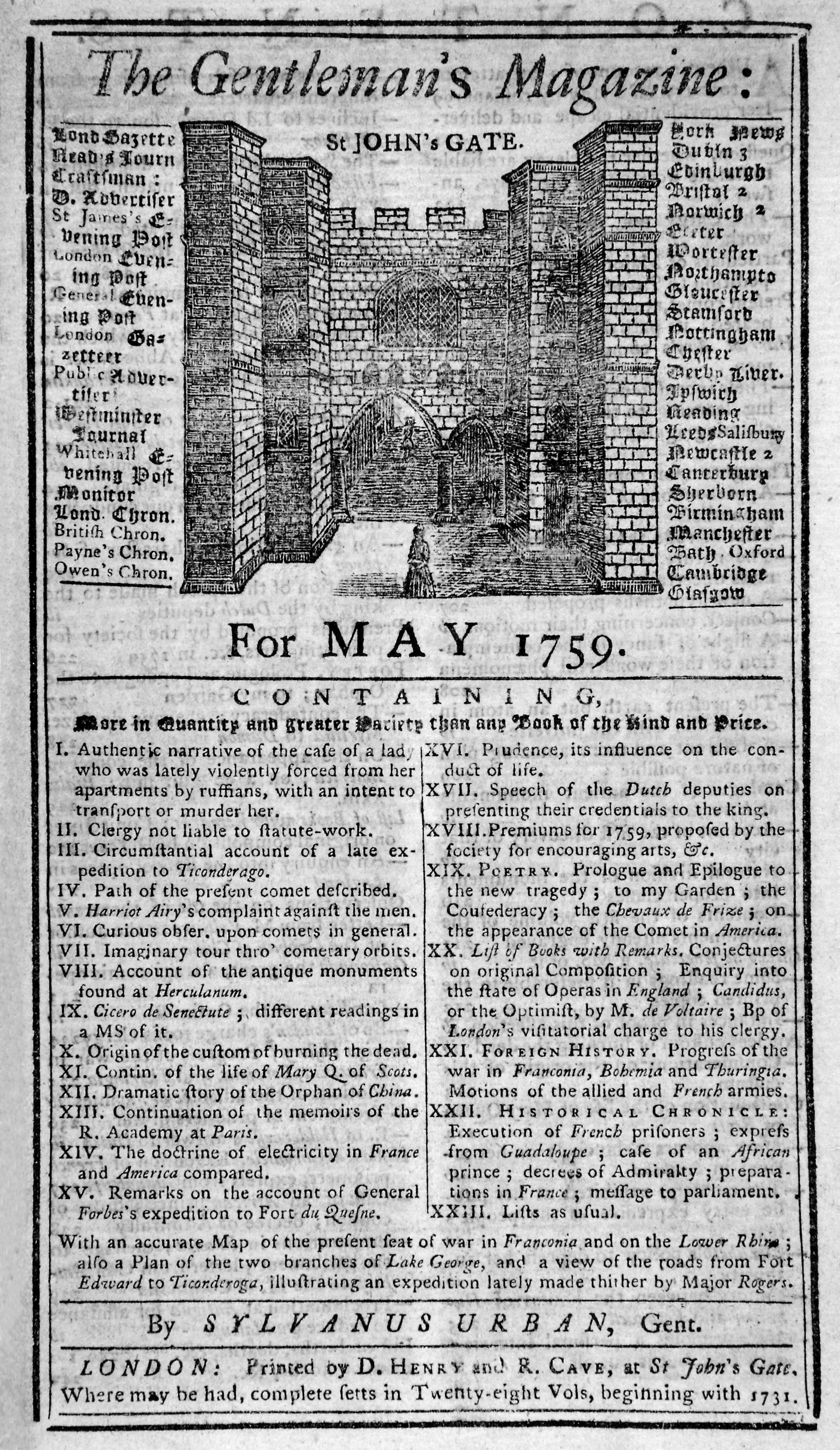
1759年5月刊

《绅士杂志》（The Gentleman's Magazine）是1731年1月由爱德华·凯夫在伦敦创建的一份月刊，发行了近200年，直到1922年停刊。它是历史上第一份使用“杂志”一词命名的期刊。
它最初出版时的完整标题是《绅士杂志：或贸易者的每月情报员》（The Gentleman's Magazine: or, Trader's monthly intelligencer），目的是为受过教育的公众提供生活各方面的咨询，小到日用品价格，大到拉丁诗歌。在它之前还没有类似的刊物。塞缪尔·约翰逊最开始就是在《绅士杂志》写稿为生的。